# Alexis de Speyer
Alexis de Speyer (auch: Alexei Nikolajewitsch Schpejer; russisch Алексей Николаевич Шпейер; *  20. Apriljul. / 2. Mai 1854greg.; † 19. März 1916) war ein russischer Diplomat.

## Leben
Alexis de Speyer war Gesandtschaftssekretär erster Klasse in Tokio, als er nach dem gescheiterten Gapsin-Putsch vom 4. Dezember 1884 an den Hof nach Seoul gesandt wurde, dort erhielt er von Paul Georg von Möllendorff (* 1847; † 1901), einem Berater von Gojong, ein Schriftstück, in dem Alexander III. (Russland) gebeten wurde, Schutzmacht für Korea zu werden.
Im Vertrag von Shimonoseki vom 7. April 1895 erlangte das Protektorat Korea „volle und umfassende Souveränität und Autonomie vom Kaiserreich China“, da dieses im Ersten Japanisch-Chinesischen Krieg unterlegen war. In der Folge sollte Alexander von Speyer Carl von Waeber, der bisher in Seoul als Konsul Exequatur hatte, als Gesandter ablösen.  Gojong intervenierte gegen diese Ablösung, weshalb Speyer erst im September 1897 nach Seoul kam. Nachdem am 8. Oktober 1895 Myeongseong von koreanischen und japanischen Attentätern ermordet worden war, hielt sich Gojong mit Familie vom 11. Februar 1896 bis Februar 1897 in der russischen Auslandsvertretung in Seoul auf. Von hier versuchte er, die nach Hegemonie über Korea strebenden Mächte Japan und Russland gegeneinander auszuspielen. Russland hatte sich aber mit Japan über Korea vertraglich geeinigt. Im Juni 1897 wurde Kiril A. Alexejew, ein russischer Zöllner, zum Handelsattaché in Seoul  ernannt. Im Oktober 1897 versuchte Alexis de Speyer durchzusetzen, dass  Kiril A. Alexejew John McLeavy Brown als Leiter der koreanischen Zollbehörde ablöste. Da sich der Finanzminister weigerte, wurde er vom Außenminister ernannt. John McLeavy Brown räumte seinen Posten nicht, und als eine Squadron der China Station unter Vice-Admiral Alexander Buller den Hafen von Incheon abriegelte, wurde Kiril A. Alexeev mit dem Posten von Dmitri Dimitrievich Pokotilov (Leiter der Russo-Chinese Bank, von 1905 bis 1908 Gesandter in China) als Regierungsberater abgefunden.
Vom 6. November 1897 bis 8. Juni 1898 war er als Gesandter in China akkreditiert.
Vom 8. Juni 1898 bis 1903 war er in Rio de Janeiro, Brasilien, akkreditiert.
Am 2. Oktober 1885 wurden diplomatische Beziehungen zwischen der russischen und der argentinischen Regierung durch den außerordentlichen Gesandten Alexander Ionin aufgenommen. Von 1900 bis 1904 war Alexei Nikolajewitsch Schpejer auch bei der argentinischen Regierung akkreditiert.
Von 1905 bis 1906 war er Botschafter in Teheran.
Er war Ritter im Russischen Orden des Heiligen Georg.
Alexis de Speyer war verheiratet mit Anna Erastowna Swoljanski (* 1858). Er starb am 19. März 1916 und wurde auf dem Kasaner Friedhof in Zarskoje Selo begraben.
| Vorgänger                                                 | Amt                                              | Nachfolger                                 |
| --------------------------------------------------------- | ------------------------------------------------ | ------------------------------------------ |
| Michail Chitrovo russisch Михаил Александрович Хитрово    | russischer Geschäftsträger in Tokio 1896–1897    | Roman Rosen russisch Роман Романович Розен |
| Carl von Waeber                                           | russischer Gesandter in Korea 1897–1898          | Nicolai Gavr. Matjunin                     |
| Alexander Pavlov Павлов russisch Александр Иванович       | russischer Gesandter in China 1897–1898          | Michail Nikolajewitsch de Giers            |
| Michail Nikolajewitsch de Giers                           | russischer Gesandter in Brasilien 1898–1904      | Maurice Prozor                             |
| Alexander Ionin russisch Александр Семёнович Ионин        | russischer Botschafter in Buenos Aires 1900–1904 | Maurice Prozor                             |
| Pyotr Mikhailovich Vlasov russisch Пётр Михайлович Власов | russischer Gesandter in Teheran 1904–1906        | Nikolaus Hartwig                           |